# Simpson Horror Show XIII
Le Simpson Horror Show XIII (France) ou Spécial d’Halloween XIII (Québec) (Spécial Halloween XIII) est le 1er épisode de la saison 14 de la série télévisée d'animation Les Simpson.

## Synopsis

### Introduction
Les Simpson font du spiritisme avec Flanders, qui ne trouve pas que c'est une bonne idée, afin de contacter Maude, sa femme décédée dans Adieu Maude. Bart fait une blague en se déguisant en Maude, mais le fantôme de Maude apparaît réellement derrière lui, et demande aux Simpson et à Ned s'ils sont prêts à entendre des histoires terrifiantes.

### Envoyez les clones
Homer achète un nouveau hamac pour faire la sieste après avoir cassé le sien. Le vendeur précise qu'il est fabriqué avec une toile spéciale « confortable et maléfique » mais Homer n'y prête pas attention. Lorsqu'il s'installe dans son hamac, il se rend compte que son clone en est sorti et il en profite aussitôt pour lui faire faire toutes les tâches demandées par Marge. Quand son clone meurt électrocuté, il s'en fabrique un autre pour l'aider à se débarrasser du corps. Mais son clone fainéant désire aussi un clone pour l'assister. Homer en fabrique donc toute une série (dont certains sont des Homer des années 80, Homer avec des lunettes, Homer obèse ou même des Homer Peter Griffin) qui vont se répartir toutes les tâches quotidiennes d'Homer. Mais certains clones commencent à se rebeller et lorsque l'un d'eux tue Flanders, c'en est trop pour Homer qui décide d'aller les abandonner dans un champ de maïs avec le hamac et le Simpson des années 80 dit : " Et si on allait tous boire un énorme milk-shake au chocolat !!! " . Les clones se multiplient et envahissent la ville, surtout le bar de Moe et la boutique de donuts. L'armée décide de les exterminer et Lisa a l'idée de les attirer dans le ravin avec des donuts. Tous les clones font alors une chute mortelle. Mais à la fin, Marge apprend que le seul Homer resté avec elle est un clone, le véritable Homer a été le premier à tomber dans le ravin en poursuivant les donuts. Marge finit par s'y habituer.

### L'effroi d'avoir à verser une arme
Lors de l'enterrement de son poisson rouge, Lisa découvre la tombe d'un William H. Bonney qui est mort très jeune et qui rêvait d'un monde sans armes. Elle décide de réaliser le rêve d'un décédé et propose à la communauté de Springfield de se débarrasser de toutes ses armes. Tous se décident à accepter. Une fois les armes vendues, Springfield se retrouve sans défense et c'est à ce moment-là que William H. Bonney, plus connu sous le nom de Billy The Kid, ressuscite en mort-vivant avec Sundance Kid, Frank et Jessie James ainsi que le Kaiser Guillaume II. Springfield est alors replongée au temps du Far West et c'est à ce moment-là que le Professeur Frink révèle qu'il possède une machine à remonter dans le temps qui permettra à tout le monde de récupérer leurs armes et ainsi de se débarrasser des morts-vivants. Homer retourne dans le passé pour convaincre les gens de garder leurs armes malgré Lisa et fait fuir les zombies. À la fin de l'épisode, un autre Homer arrive d'un futur très lointain et les prévient que leurs armes auront détruit toute forme de vie. Mais Moe le tue, prend sa machine et s'en va dans le passé.

### L'île du Docteur Hibbert
Les Simpson vont passer leurs vacances sur l'Île des âmes mortes en forme de tete de mort dont le Docteur Hibbert est propriétaire. Très vite, Marge remarque qu'il se passe des choses étranges et lorsqu'elle découvre la « Maison de la souffrance » où Ned Flanders est une vache, le Docteur Hibbert la transforme en panthère. Lorsque Marge revient, Homer remarque qu'elle est étrange et quand il cherche à lui redonner son apparence, il trouve tous les habitants de Springfield, mi-hommes mi-animaux, qui ont été victimes du Docteur Hibbert. Il essaie tout d'abord de les monter contre le médecin avant de se rendre compte que la vie animale est plus agréable et accepte d'être transformé en morse. Une fois transformé, Homer a une vie joyeuse avec sa famille.